# Philippe Lesbroussart
Jean Baptiste Philippe Lesbroussart (Gent, 25 maart 1781 – Elsene, 4 maart 1855) was een Belgisch schrijver en hoogleraar. Hij was de zoon van de historicus Jean-Baptiste Lesbroussart.

## Leven
Lesbroussart was bureauhoofd in het departement Dijle en stapte dan over naar het onderwijs. Hij werd leraar in Aalst (1804), aan het Gentse lyceum en daarna aan de École centrale van Brussel. Vervolgens doceerde hij Latijnse literatuur aan de Keizerlijke Universiteit van Brussel (1806-1817).
Onder het Verenigd Koninkrijk der Nederlanden richtte Lesbroussart in 1817 mee Le Mercure belge op, een literair blad waarin hij romantici als Lord Byron aanprees en de politieke rubriek met liberale ideeën stoffeerde. Later schreef hij onder meer nog voor de oppositiekrant Courrier des Pays-Bas. Na de Belgische onafhankelijkheid werd hij administrateur-generaal van het Ministerie van Openbaar Onderwijs. Hij was de auteur van het wetsontwerp op de hervorming van het onderwijs, dat op 20 september 1831 werd ingediend. Nadat de universiteitshervorming haar beslag had gekregen keerde hij in 1835 terug naar het lesgeven: hij werd professor aan de Universiteit van Luik tot zijn emeritaat in 1848.
Net als zijn tijdgenoot Reiffenberg was Lesbroussart een veelschrijver wiens naam alomtegenwoordig was in de culturele, literaire en academische activiteiten van zijn tijd. Hij bezocht het levendige salon van Quetelet in het Observatorium en was lid van de Société de littérature de Bruxelles, de Société des Douze (1834) en de Koninklijke Academie (vanaf 1838).

## Werk
Onder Frans bewind schreef de jonge Lesbroussart in 1807 het gedicht Les Belges. Hij maakte ook satires in verzen:
- L'Alogistonomie ou l'Art de déraisonner par écrit
- Épître à Sa Majesté Akdola I, roi des Puris

## Eerbetoon
In Elsene is de Lesbroussartstraat naar hem vernoemd.

## Voetnoten
1. ↑  Valentin Saint Jean, "Le publiciste de la Belgique hollandaise: entre écrivain et journaliste" in: Textyles, 2010, p. 21-22. DOI:10.4000/textyles.92

- Bibliothèque nationale de France: cb10571120m (data)
- Gemeinsame Normdatei: 1055092838
- International Standard Name Identifier: 0000 0000 7980 6082
- Nederlandse Thesaurus van Auteursnamen: 101138660
- Réseau des bibliothèques de Suisse occidentale: 02-A000104230
- Système universitaire de documentation: 162394071
- Virtual International Authority File: 107022614
- WorldCat: E39PBJkD4R9pk39gcpGdPGHHmd